# Minh Mạng
Minh Mạng (Hán tự, 14 febbraio 1791 – Phú Xuân, 20 gennaio 1841) è stato un imperatore vietnamita.

## Biografia
Tra il 1827 e il 1828 appoggiò la infruttuosa ribellione del sovrano del Regno di Vientiane Anuvong contro il Siam. Dal 1833 fino alla morte, avvenuta nel 1841, pose mano ad una persecuzione dei cristiani vietnamiti in cui morirono 58 persone, che furono in seguito dichiarati martiri. Il suo mausoleo, situato a poca distanza dalla antica capitale imperiale di Huế, è un sito patrimonio dell'umanità dal 1993.